# 齐齐哈尔种畜场
齐齐哈尔种畜场是位于中华人民共和国黑龙江省齐齐哈尔市铁锋区的一个类似乡级单位，亦是黑龙江省农垦齐齐哈尔管理局所属的一个国有牧场。
齐齐哈尔种畜场始建于1953年，场区座落在齐齐哈尔市铁锋区东郊，西邻中心城区，东连大庆市林甸县，南接扎龙自然保护区。土地总面积32万亩，现有人口1.8万人，职工2150人，全场下设3个管理区，12个作业区，1个街道办事处。

## 行政区划
齐齐哈尔种畜场下辖以下单位：
齐齐哈尔场直社区、齐齐哈尔种畜场第一管理区、齐齐哈尔种畜场第二管理区和齐齐哈尔种畜场第三管理区。